# بروتاغوراس (حوار)
بروتاغوراس (باليونانية: Πρωταγόρας)‏ هو حوار أفلاطوني. النقاش الرئيسي يدور بين بروتاغوراس السفسطائي المشهور وسقراط. تدور المناقشة في منزل كالياس، الذي يستضيف بروتاجوراس وهو في المدينة، وتتعلق بطبيعة السفسطائيين، ووحدة الفضيلة وقابليتها للتعليم. سمى أفلاطون من الحضور واحد وعشرين شخصا.